# Interprétation par téléphone
L’interprétation par téléphone est un service qui relie des interprètes par téléphone à des individus qui souhaitent communiquer, mais qui ne parlent pas la même langue. L’interprète par téléphone traduit une langue en une autre, ce qui permet aux interlocuteurs de se comprendre. Lorsque l’on parle d’interprétation par téléphone, il s’agit le plus souvent d’interprétation consécutive, ce qui signifie que l’interprète attend que la personne qui parle termine son énoncé avant de traduire cet énoncé dans l’autre langue.
L’interprétation par téléphone fait partie des modalités ou des mécanismes de livraison de services d’interprétation. Il existe d’autres formes de services d’interprétation, comme l’interprétation en personne et l’interprétation vidéo pour les personnes sourdes et malentendantes.

## Histoire
En 1973, afin de répondre aux besoins des communautés croissantes de personnes immigrées installées dans le pays, l’Australie propose des services d’interprétation par téléphone hors taxe. En 1981, le premier service d’interprétation par téléphone OPI (Over-the-Phone Interpretation) est proposé aux États-Unis. Entre 1981 et 1990, l’interprétation par téléphone fait son entrée dans des industries essentielles des États-Unis, notamment les services financiers, les télécommunications, la santé et la sécurité publique.
Dans les années 1990, la demande en interprétation par téléphone augmente de manière considérable. Cela s’explique notamment par la baisse des prix des appels longue distance, par l’accès aux numéros en 08 et par l’immigration. En 1995, l’entreprise de services linguistiques Kevmark, qu’on connaîtra plus tard sous le nom de CyraCom, dépose un brevet pour un téléphone à plusieurs combinés adapté à l’interprétation par téléphone. En 1999, AT&T vend l’entreprise de services linguistiques Language Line Services.
Dans les années 2000, l’interprétation par téléphone devient de plus en plus sophistiquée. Les clients accordent désormais de l’importance à la qualité de l’interprétation, à une vitesse de connexion plus élevée et au service clients.
En 2005, le marché américain de l’interprétation par téléphone est estimé à environ 200 millions de dollars.
En 2013, Language Lines Services rachète Pacific Interpreters, puis en 2016, LanguageLine est racheté par Teleperformance

## Fournisseurs
Plusieurs types d’organisations, dont des entreprises lucratives, des organisations gouvernementales, des groupes à but non lucratif, et des divisions internes à des organisations fournissent des services d’interprétation par téléphone. Par exemple, le gouvernement australien propose des services d’interprétation par téléphone, tout comme les gouvernements sud-africain et néo-zélandais,.

### États-Unis
Aux États-Unis, l’interprétation par téléphone est beaucoup utilisée par les cours fédérales. Il existe également de nombreux fournisseurs commerciaux à qui l’on fait généralement appel. Une grande partie de ces fournisseurs commerciaux d’interprétation par téléphone relie des utilisateurs à des interprètes dans plus de 150 langues. Certains fournisseurs déclarent être capables de joindre un interprète à n’importe quel moment de la journée et dans un délai de quelques secondes. Certains hôpitaux et systèmes de sécurité sociale proposent également des services d’interprétation par téléphone.
Les entreprises Language Line Services, CyraCom International et Pacific Interpreters font partie des fournisseurs d’interprétation par téléphone les plus importants aux États-Unis. En 2009, CyraCom est le deuxième plus grand fournisseur mondial d’interprétation par téléphone, après Language Line Services, tandis que Pacific Interpreters se classait en cinquième position. En 2013, Language Line Services a racheté Pacific Interpreters.

### Royaume-Uni
(avril 2010).
Language Line Inc. est un fournisseur commercial américain d’interprétation par téléphone qui, en 2006, a racheté une association caritative britannique du même nom. En effet, l’activiste social britannique Michael Young avait remarqué qu’à cause de la barrière de la langue, on proposait des services médicaux médiocres aux minorités ethniques hospitalisées au Royal London Hospital de Londres. De ce fait, il a obtenu des subventions qui lui ont permis de proposer des services gratuits d’interprétation par téléphone dès 1990. La police de l’Île aux Chiens est devenu son deuxième client ; plus tard, il commence à travailler pour des entreprises et transforme son association caritative en un service lucratif.
Il y a désormais une prédominance des entreprises qui proposent ces services. La plupart se fondent sur une base plus mondiale, qui constitue un avantage naturel pour l’interprétation « virtuelle ». Comme dans le domaine de la traduction, la diversité de ces organisations couvre l’interprétation générique, ainsi que des services dans des domaines spécialisés, comme le droit, la médecine, la pharmacologie et d’autres domaines techniques.

## Équipement
De manière générale, les utilisateurs accèdent à l’interprétation par téléphone par le biais d’un téléphone ou d’un ordinateur équipé de la technologie VoIP. Cependant, si les deux parties qui souhaitent communiquer se trouvent au même endroit, le fait d’utiliser un téléphone à double combiné peut soulager les deux parties, qui n’auront plus à se passer sans cesse le téléphone. On utilise parfois également les haut-parleurs, mais ils peuvent créer des problèmes de confidentialité. De plus, le bruit de fond, notamment, peut gêner le travail de l’interprète, qui aura plus de mal à entendre ce qu’il se dit.
L’entreprise CyraCom, fournisseur de services d’interprétation par téléphone, est la première à proposer un téléphone à double combiné. Aujourd’hui, ce type de téléphone est disponible un peu partout. Il existe également une variante, fabriquée exclusivement pour le gouvernement britannique par leurs fournisseurs d’interprétation par téléphone. Habituellement, ces entreprises prêtent ou vendent des téléphones à leurs clients pour une interprétation par téléphone, mais il s’est avéré qu’elles leur donnaient aussi des comptes clés dans le cadre d’un contrat. Les clients peuvent acheter directement des téléphones à double combiné sans avoir à passer par une entreprise d’interprétation par téléphone.

### Interprétation en langue des signes
Lorsque l’une des parties est sourde, malentendante ou a de troubles de la parole, il est possible de communiquer grâce à un interprète en langues des signes, qui ne se trouve pas sur place, en utilisant un équipement de vidéo-télécommunication. Certains fournisseurs, tels que CyraCom, ont développé des applications mobiles pour permettre d’accéder à leurs services. L’application mobile de CyraCom permet à des prestataires de soins de prendre rapidement contact avec un interprète grâce à un téléphone portable, ce qui leur permet de passer plus de temps auprès de leurs patients.

## Accès
De manière générale, il existe deux catégories principales d’accès à l’interprétation par téléphone :
- Accès automatique : on utilise une application de serveur vocal interactif pour convertir des données en codes DTMF émises à haute-voix ou tapées sur le clavier du téléphone en une demande d’interprète dans une langue spécifique (identifiée par un code de langue unique). Des entreprises, comme CyraCom, ont développé cette technologie de reconnaissance vocale afin de faire gagner du temps aux clients qui peuvent avoir besoin d’une connexion très rapide (et parfois même totalement intégrée) à un service d’interprétation. Auparavant, les clients devaient rechercher eux-mêmes le code de la langue souhaitée afin d’entrer en contact avec un interprète[18].
- Accès par un opérateur : le personnel du service clients répond aux appels, recueille les informations nécessaires de la personne qui appelle, et facilite la mise en contact avec l’interprète. Certaines organisations, notamment les services d’urgences, préfèrent ce type de service, car les clients n’ont pas besoin de connaître les codes de langue.

De plus, certaines entreprises qui en ont la capacité peuvent proposer un mélange de ces deux principes. Par exemple, un client peut ainsi : appeler le service ; taper le « code de son compte » sur le clavier de son téléphone sur un serveur vocal interactif ; et être mis en relation avec un agent d’un centre d’appels, qui sait déjà qui est l’appelant et qui va faciliter le stockage d’autres données relatives à l’appel (dont la langue demandée).

## Utilisations
L’interprétation par téléphone est largement présente dans de nombreux domaines, notamment dans les centres d’appels des soins de santé, du gouvernement, des finances et des numéros d’appel d’urgence (comme le 112, par exemple). L’interprétation par téléphone est notamment utile dans les cas où les deux parties auraient de toute façon communiqué par téléphone, comme par exemple pour les communications entre centres d’appels et clients, pour les appels entre les membres de centres d’appels publics et les numéros d’appel d’urgence. On peut également utiliser l’interprétation par téléphone pour traiter les demandes par téléphone et aider les particuliers qui ont des problèmes de comptes.
L’interprétation par téléphone via des services de télé-interprétation à distance VRI (Video Remote Interpreting) ou de services relais vidéo VRS (Video Relay Service) est également utile dans le cas où l’une des parties est sourde, malentendante ou souffre de troubles de la parole. Dans ces cas-ci, l’interprétation se déroule normalement dans la même langue principale, comme la langue des signes française (LSF) pour le français, la langue des signes espagnole pour l’espagnol, la langue des signes britannique (BSL) pour l’anglais britannique et la langue des signes américaine (ASL) pour l’anglais américain (à noter la BSL et la ASL sont totalement différentes), etc. Des interprètes en langue des signes polyglottes qui sont capables de traduire également des et vers les langues principales (par exemple, de la langue des signes espagnole à l’anglais parlé et vice-versa) existent également, mais sont plus rares. Une telle activité demande des efforts considérables de la part du traducteur, car les langues des signes sont des langues naturelles différentes qui fonctionnent selon leur propre construction et leur propre syntaxe, qui divergent de la version orale de leur langue principale.

## Marché
(août 2011).
En 2007, le marché mondial de l’interprétation téléphonique valait 700 millions de dollars, dont 500 millions estimés rien qu’aux États-Unis. L’institut d’analyse de l’industrie, Common Sense Advisory, estime qu’en 2012, le marché devait valoir 1,2 milliard de dollars, soit une augmentation de 70 % depuis 2007. Le marché de l’interprétation par téléphone s’étend au monde entier et comprend des entreprises issues des États-Unis, des Pays-Bas, de la Suède, de la France, du Royaume-Uni, du Canada, de l’Inde, de la Chine, de la Norvège, de l’Espagne et de Hong Kong.